# Liste der Stolpersteine in Bad Gandersheim
Die Liste der Stolpersteine in Bad Gandersheim enthält alle Stolpersteine, die im Rahmen des gleichnamigen Kunst-Projekts von Gunter Demnig in Bad Gandersheim verlegt wurden. Am 9. Dezember 2019 wurden erstmals Stolpersteine verlegt.
Am 25. Oktober 2022 wurden weitere 18 Stolpersteine am Kloster Brunshausen verlegt. Sie sollen an die Todesopfer der Kinderpflegestätte in Brunshausen 1944/1945 erinnern.

## Liste der Stolpersteine
| Bild                                                              | Person, Inschrift | Adresse               | Verlege- datum | Weitere Informationen |
| ----------------------------------------------------------------- | --- | --------------------- | -------------- | --------------------- |
| Stolperstein Bad Gandersheim Moritzstraße 22 Josef Bendix         | Hier wohnte Josef Bendix Jg. 1879 Flucht 1935 Argentinien                                                                     | Moritzstraße 22 ·     | 9. Dez. 2019   |                       |
| Stolperstein Bad Gandersheim Moritzstraße 22 Clara Bendix         | Hier wohnte Clara Bendix geb. Simon Jg. 1879 Flucht 1935 Argentinien                                                          | Moritzstraße 22 ·     | 9. Dez. 2019   |                       |
| Stolperstein Bad Gandersheim Moritzstraße 22 Gertrud Käthe Bendix | Hier wohnte Gertrud Käthe Bendix verh. Trum Jg. 1914 Flucht 1935 Argentinien                                                  | Moritzstraße 22 ·     | 9. Dez. 2019   |                       |
| Stolperstein Bad Gandersheim Moritzstraße 22 Rudolf Bendix        | Hier wohnte Rudolf Bendix Jg. 1919 Flucht 1935 Argentinien                                                                    | Moritzstraße 22 ·     | 9. Dez. 2019   |                       |
| Stolperstein Bad Gandersheim Neue Straße 1 Max Rosenbaum          | Hier wohnte Max Rosenbaum Jg. 1875 unfreiwillig verzogen 1937 Hannover gedemütigt/entrechtet tot 15.2.1938                    | Neue Straße 1 ·       | 9. Dez. 2019   |                       |
| Stolperstein Bad Gandersheim Neue Straße 1 Helene Rosenbaum       | Hier wohnte Helene Rosenbaum geb. Simon Jg. 1883 unfreiwillig verzogen 1937 Hannover deportiert 1942 Ghetto Warschau ermordet | Neue Straße 1 ·       | 9. Dez. 2019   |                       |
| Stolperstein Bad Gandersheim Neue Straße 1 Werner Rosenbaum       | Hier wohnte Werner Rosenbaum Jg. 1904 unfreiwillig verzogen 1937 Hannover gedemütigt/entrechtet deportiert 1941 Riga ermordet | Neue Straße 1 ·       | 9. Dez. 2019   |                       |
| Stolperstein Bad Gandersheim Neue Straße 1 Dr. Paul Rosenbaum     | Hier wohnte Dr. Paul Rosenbaum Jg. 1906 Flucht 1937 England                                                                   | Neue Straße 1 ·       | 9. Dez. 2019   |                       |
| Stolperstein Bad Gandersheim Neue Straße 1 Alfred Rosenbaum       | Hier wohnte Alfred Rosenbaum Jg. 1910 unfreiwillig verzogen 1936 Berlin Flucht 1939 Philippinen                               | Neue Straße 1 ·       | 9. Dez. 2019   |                       |
| Stolperstein für Cimzek Bidiusch                                  | Cimzek Bidiusch geb. 2.12.1944 tot 28.12.1944                                                                                 | Kloster Brunshausen · | 25. Okt. 2022  |                       |
| Stolperstein für Wanda Sigrid Bodjanka                            | Wanda Sigrid Bodjanka geb. 3.2.1944 Olxheim tot 28.12.1944                                                                    | Kloster Brunshausen · | 25. Okt. 2022  |                       |
| Stolperstein für Lisa Bowsa                                       | Lisa Bowsa geb. 2.8.1944 Dreilinden tot 25.8.1944                                                                             | Kloster Brunshausen · | 25. Okt. 2022  |                       |
| Stolperstein für Michel Kaderewa                                  | Michel Kaderewa geb. 22.11.1944 Münchehof tot 28.12.1944                                                                      | Kloster Brunshausen · | 25. Okt. 2022  |                       |
| Stolperstein für Iva Kalita                                       | Iva Kalita geb. 15.2.1944 Alfeld tot 25.8.1944                                                                                | Kloster Brunshausen · | 25. Okt. 2022  |                       |
| Stolperstein für Lubka Kowallik                                   | Lubka Kowallik geb. 22.3.1944 Wrescherode tot 29.8.1944 Wrescherode                                                           | Kloster Brunshausen · | 25. Okt. 2022  |                       |
| Stolperstein für Genofefa Kowalska                                | Genofefa Kowalska geb. 22.2.1945 tot 13.3.1945                                                                                | Kloster Brunshausen · | 25. Okt. 2022  |                       |
| Stolperstein für Josef Kubicki                                    | Josef Kubicki geb. 20.7.1944 tot 28.8.1944                                                                                    | Kloster Brunshausen · | 25. Okt. 2022  |                       |
| Stolperstein für Siegesmund Majewski                              | Siegesmund Majewski geb. 19.11.1944 tot 13.12.1944                                                                            | Kloster Brunshausen · | 25. Okt. 2022  |                       |
| Stolperstein für Boschenka Muscha                                 | Boschenka Muscha geb. 15.11.1944 tot 14.12.1944                                                                               | Kloster Brunshausen · | 25. Okt. 2022  |                       |
| Stolperstein für Bogdan Nimtschuk                                 | Bogdan Nimtschuk geb. 5.11.1944 tot 30.11.1944                                                                                | Kloster Brunshausen · | 25. Okt. 2022  |                       |
| Stolperstein für Maria Olynik                                     | Maria Olynik geb. 26.8.1944 tot 15.9.1944                                                                                     | Kloster Brunshausen · | 25. Okt. 2022  |                       |
| Stolperstein für Walter Olynik                                    | Walter Olynik geb. 25.11.1944 tot 9.1.1945                                                                                    | Kloster Brunshausen · | 25. Okt. 2022  |                       |
| Stolperstein für Stanislaus Rudt                                  | Stanislaus Rudt geb. 10.7.1944 Wrescherode tot 27.8.1944 Wrescherode                                                          | Kloster Brunshausen · | 25. Okt. 2022  |                       |
| Stolperstein für Wawa Subkowa                                     | Wawa Subkowa geb. 21.8.1944 tot 31.8.1944                                                                                     | Kloster Brunshausen · | 25. Okt. 2022  |                       |
| Stolperstein für Eduard Tarka                                     | Eduard Tarka geb. 9.12.1944 tot 11.12.1944                                                                                    | Kloster Brunshausen · | 25. Okt. 2022  |                       |
| Stolperstein für Nikolaus Wolotschenko                            | Nikolaus Wolodtschenko geb. 13.12.1944 tot 7.1.1945                                                                           | Kloster Brunshausen · | 25. Okt. 2022  |                       |
| Stolperstein für die namenlosen Kinder                            | Für die namenlosen Kinder geb. Juli 1944 tot Mai 1945                                                                         | Kloster Brunshausen · | 25. Okt. 2022  |                       |